# Phrynarachne gracilipes
Phrynarachne gracilipes là một loài nhện trong họ Thomisidae.
Loài này thuộc chi Phrynarachne. Phrynarachne gracilipes được miêu tả năm 1895 bởi Pavesi.